# Elachista effusi
Elachista effusi é uma espécie de insetos lepidópteros, mais especificamente de traças, pertencente à família Elachistidae. Foi descrita por Lauri Kaila em 2011. É encontrada na Austrália.
A envergadura dos espécimes machos varia entre 8,5 e 10 milímetros, enquanto a envergadura das espécimes fêmeas varia entre 8,4 e 9,4 milímetros.